# Swan Song (Dua Lipa)
Swan Song is een single van de Engelse zangeres Dua Lipa. De single kwam uit op 24 januari 2019 onder het label Warner Bros. Swan Song is de soundtrack van de film Alita: Battle Angel. De single staat samen met negentien andere nummers op gelijknamige album. De videoclip van de single kwam op dezelfde dag uit als de single en werd geregisseerd door Floria Sigismondi.

## Achtergrond
In 2018 kondigde de zangeres aan dat ze de soundtrack zou inzingen voor een film. Op 3 januari 2019 plaatste ze een teaser van het nummer op haar Instagram. Het nummer zou eerst op 25 januari uitkomen, maar die datum werd later een dagje vervroegd.

## Videoclip
De videoclip van Swan Song ging in première op 24 januari 2019 op het YouTube-kanaal van de zangeres. De videoclip werd gemaakt door Floria Sigismondi. De video heeft een futuristische locatie en toont verschillende beelden waarbij de zangeres wandelt in het imaginaire gebied Iron City. In het midden van de videoclip staat Lipa voor een spiegel en ziet ze Alita, de hoofdrolspeelster in de spiegel voor haar verschijnen. Op het einde van de videoclip verandert Lipa in Alita.